# Верх-Коёнский сельсовет
Верх-Коёнский сельсовет — сельское поселение в Искитимском районе Новосибирской области Российской Федерации.
Административный центр — село Верх-Коён.

## История
Статус и границы сельского поселения установлены законом Новосибирской области от 2 июня 2004 года № 200-ОЗ «О статусе и границах муниципальных образований Новосибирской области».

## Население
| 2002  | 2010  | 2012  | 2013  | 2014  | 2015  | 2016  |
| ----- | ----- | ----- | ----- | ----- | ----- | ----- |
| 1538  | ↘1087 | ↗1124 | ↗1127 | ↘1103 | ↘1070 | ↘1027 |
| 2017  | 2018  | 2019  | 2020  | 2021  |       |       |
| ↘1015 | ↘997  | ↘995  | →995  | ↘970  |       |       |

## Состав сельского поселения
| № | Населённый пункт | Тип населённого пункта       | Население |
| - | ---------------- | ---------------------------- | --------- |
| 1 | Верх-Коён        | село, административный центр | ↘596      |
| 2 | Дзержинский      | посёлок                      | ↘57       |
| 3 | Дубинский        | посёлок                      | ↘20       |
| 4 | Китерня          | деревня                      | ↘186      |
| 5 | Михайловка       | деревня                      | ↘228      |

### Упразднённые населённые пункты
- Петровский — упразднённый в 1970 году посёлок.
- Покровка — упразднённый в 1970 году посёлок.
- Золотая Поляна — упразднённый в 1968 году посёлок.
- Новотроицкий — упразднённый в 1968 году посёлок.